# 나가이 미지카
나가이 미지카(일본어: 長井 短, 1993년 9월 27일 ~ )는 일본의 배우, 모델, 작가, 수필가이다.